# Kristian Axel Heiberg
Kristian Axel Heiberg (født 31. januar 1880, død 22. december 1961) var en dansk læge. Han var brorsøn til Peter Andreas Christian Heiberg.
Heiberg blev cand. med. 1905 og skrev flere arbejder over bugspytkirtelens normale og patologiske anatomi, blandt andet Handbuch der Krankenheiten des Pancreas (1914), der gav nye bidrag til forståelsen af dette organs funktion og dens betydning for opkomsten af sukkersyge.